# Ryszard Matejewski
Ryszard Stanisław Matejewski (ur. 8 listopada 1923 we Włocławku, zm. 20 sierpnia 2021 w Warszawie) – generał brygady, wiceminister spraw wewnętrznych PRL.

## Życiorys
Syn Stanisława i Józefy. Do wybuchu wojny w 1939 skończył 3 klasy Gimnazjum Mechanicznego we Włocławku. Pod koniec wojny wstąpił do ZWM i PPR/PZPR, z której został wydalony w 1971.
Od 1 października 1945 był referentem Sekcji 3 Wojewódzkiego Urzędu Bezpieczeństwa Publicznego w Bydgoszczy. W 1946 skończył kurs Szkoły Oficerskiej MBP w Legionowie, po czym pracował w III Departamencie MBP (do 1952).
Od 1 września 1953 do 1 lipca 1954 szef Wojewódzkiego Urzędu Bezpieczeństwa Publicznego w Gdańsku. Od 1954 wicedyrektor Departamentu Śledczego MBP, od 1956 dyr. dep. II MSW, kontrwywiadu, od 1965 dyrektor generalny do spraw Służby Bezpieczeństwa w MSW. W 1967 uczestniczył w śledztwie przeciwko szpiegowi DIA Jerzemu Strawie, którego sąd wojskowy PRL skazał na śmierć przez rozstrzelanie (była to przedostatnia egzekucja w PRL osoby skazanej za współpracę z obcym wywiadem). Od 7 lipca 1969 do 14 czerwca 1971 podsekretarz stanu nadzorującym pracę kontrwywiadu, którym został dzięki sprawie Jerzego Strawy. Delegat na II i V Zjazd PZPR (1954, 1968).
Był przywódcą nielegalnej grupy rabunkowej SB, która pozyskiwała złoto i dewizy na potrzeby bieżącej działalności operacyjnej. W czasie tej operacji dokonał defraudacji mienia SB na własny użytek. Sprawa znana jako afera „Zalew” (od miejsca ukrycia precjozów na działkach nad Zalewem Zegrzyńskim) spowodowała jego upadek. Został pozbawiony wszystkich funkcji państwowych i aresztowany 13 czerwca 1971 po kilkutygodniowym śledztwie, a 15 lutego 1972 skazany został na 12 lat więzienia. Na wolność wyszedł po 6 latach w związku z ułaskawieniem. Pracował później w spółdzielni kaletniczej, wyrabiając paski do zegarków.
Odznaczony Złotym (1953) i dwukrotnie Srebrnym Krzyżem Zasługi (1946 i 1947), Krzyżem Kawalerskim (1954) i Komandorskim (1959) Orderu Odrodzenia Polski, Odznaką „10 lat w Służbie Narodu” i Odznaką „20 lat w Służbie Narodu”, Orderem Sztandaru Pracy I klasy (1969), Medalem 10-lecia Polski Ludowej, Złotą odznaką honorową "Za Zasługi dla Warszawy" (1965) oraz Odznaką honorową „Za zasługi dla Gdańska” (1965).
Pochowany na cmentarzu prawosławnym w Warszawie.